# Peguera (Fígols)
Peguera és un despoblat pertanyent al municipi de Fígols, a la comarca del Berguedà. És a uns 1.600 msnm, a la capçalera de la vall de Peguera, entre els rasos de Peguera, al sud, i la serra d'Ensija, al nord.

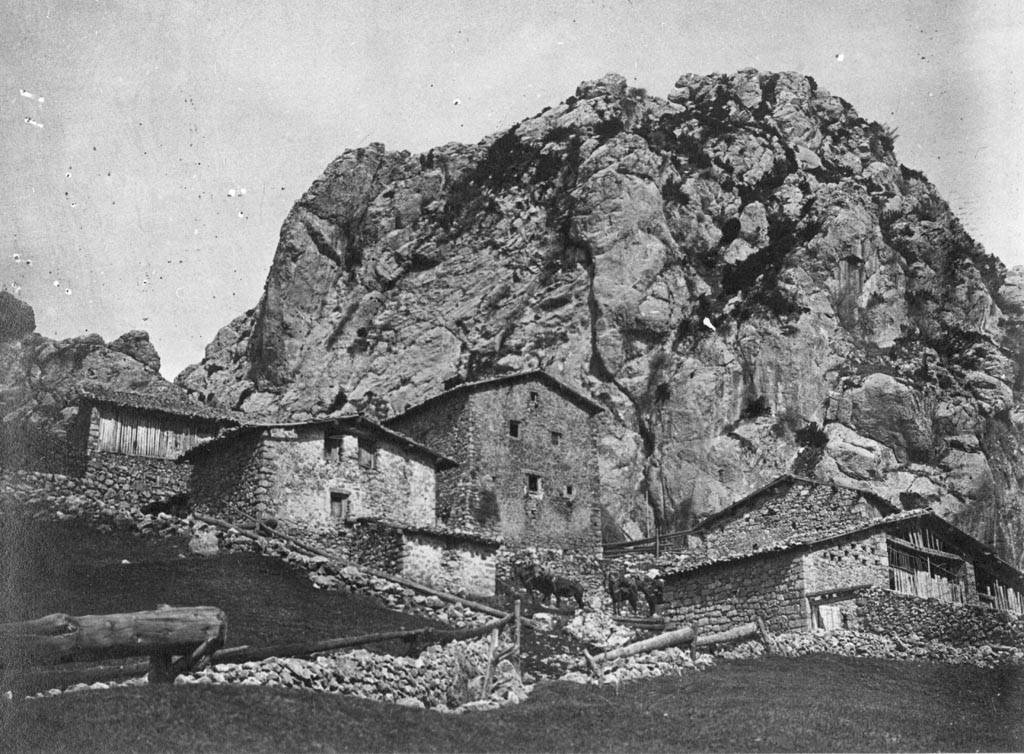
Algunes cases de Peguera i bestiar (entre 1890 i 1923)

Sobre les cases hi ha el roc de Peguera, on hi hagué el castell de Peguera, que a partir del 1390 fou el centre de la Baronia de Peguera.
L'església de Sant Miquel és d'origen romànic.
L'abandonament de les mines de Fígols contribuí al despoblament gradual de Peguera.
En aquest poble nasqué Ramon Vila Capdevila, anomenat Caracremada (1908-1963), maqui català.